# Canhac (Tarn)
Canhac de las Minas (en francès Cagnac-les-Mines) és un municipi francès situat al departament del Tarn i a la regió d'Occitània.

## Demografia
| 1962                                       | 1968  | 1975  | 1982  | 1990  | 1999  | 2006  |
| ------------------------------------------ | ----- | ----- | ----- | ----- | ----- | ----- |
| 3.059                                      | 3.358 | 2.818 | 2.613 | 2.225 | 2.086 | 2.151 |
| Des de 1962: població sense dobles comptes |       |       |       |       |       |       |

## Administració
| Període   | Identitat        | Partit |
| --------- | ---------------- | ------ |
| 1947-1983 | André Raust      | PS     |
| 1983-1995 | Michel Mazel     | PS     |
| 1995-2008 | Jean Padilla     | PS     |
| 2008-     | Robert Hernandez | PS     |